# Micro, North Carolina
Micro är en kommun (town) i Johnston County i North Carolina. Vid 2020 års folkräkning hade Micro 458 invånare.